# Rock progresivo italiano
La escena del rock progresivo italiano surgió en los albores de la década de los setenta, inspirada, en cierta medida, por el movimiento del rock progresivo británico de la misma época. Sin embargo, ni sus raíces culturales son las mismas y su desarrollo es bastante particular, lo que terminará por crear de esta modalidad italiana una verdadera variedad por derecho propio, distinta del rock progresivo en general. A su vez, algunos grupos crearán un subgénero que solo posteriormente ha sido llamado rock progresivo sinfónico italiano, que combina diversos elementos estilísticos y compositivos que lo diferencian claramente del rock progresivo italiano en general.
Los grupos italianos más importantes de esta época, y que de alguna manera más impacto tuvieron no solo en Italia sino en Europa y Estados Unidos, fueron Banco del Mutuo Soccorso, Premiata Forneria Marconi, y Le Orme, merced a un sonido muy peculiar, basado principalmente en la recuperación del sonido tradicional de la canción popular italiana, con una muy acertada combinación de citas, a veces textuales, de piezas de origen clásico-sinfónico, pasajes corales (en el sentido barroco del coral, que no necesariamente requiere de un coro), así como una mezcla de instrumentos poco usuales en el mundo sonoro del rock, como flautas dulces, o de pico, traversas, espinetas, clavecín, laúdes, guitarras clásicas, etcétera. Tanto Premiata Forneria Marconi como Le Orme no se circunscribieron exclusivamente al rock progresivo, y de hecho Le Orme tiene sus orígenes en la década de 60s en el marco de un sonido pop bastante convencional, que nunca terminará de abandonar del todo.
No poco del sonido actual de la música pop y rock internacional proviene, en buena medida, de los desarrollos musicales elaborados durante esta década. Los mejores ejemplos del rock progresivo italiano se dieron principalmente en los años de 1972 y 1973, en los cuales florecieron muchísimos grupos que ofrecían conciertos en la escena local en Milán, Florencia, Venecia y Roma, dando por resultado no pocos discos de excepcional calidad, algunos de los cuales salieron del mercado local hallando una gran recepción fuera de Europa, en particular en Japón, donde desde la década de 1980 se han hecho de manera ininterrumpida reimpresiones de muchos de estos discos que en Italia pasaron sin pena ni gloria, y en México, donde el culto a este tipo de música y a este tipo de grupos es verdaderamente notable, y solo comparable, guardada toda distancia, con el culto que se le rinde, igualmente en México, a The Beatles.
El rock progresivo italiano vio una disminución de su actividad hacia fines de la década de 1970, igual que el rock progresivo en general en Europa e Inglaterra; en la década subsiguiente de 1980 el rock progresivo italiano verá un revival, a la par de intentos similares en Europa e Inglaterra, dando por origen a un nuevo subgénero, llamado Neoprogresivo, con un sonido más melódico y en cierta forma más accesible que el progresivo de los setenta.

## Historia

### El difícil origen del rock progresivo
El rock progresivo no tiene un solo origen ni un solo fundador, y el término resulta lo suficientemente vago y amplio como para incluir o excluir grupos a placer, según el gusto y las tendencias musicales de quien busque definirla. Sin duda, una parte importante del rock progresivo tiene su origen en el pop británico de la década de 60s, en particular de los álbumes de madurez de The Beatles de mediados de esa década. Es de señalar que este fue un tiempo de apertura y experimentación, no siempre novedosa. Al mismo tiempo surgió la llamada psicodelia. Se puede comprobar que grupos que en la década posteior fueron catalogados como progresivos, comenzaron en el ámbito del pop, del acid rock, y de la psicodelia. Grupos como Pink Floyd, Le Orme, Genesis y King Crimson solo son una pequeña muestra de los muchos grupos que tuvieron como origen géneros musicales muy distintos.
Otra vertiente muy importante del género proviene del jazz, pero sobre todo del jazz-rock y del jazz-fussion, inventado por John Coltrane, Joe Zawinul y Miles Davis; sin dejar de mencionar a un revolucionario del bajo, Jaco Pastorius; entre otros. A ellos se suman los nombres de músicos como Chick Corea, Herbie Hancock, y grupos como Weather Report, Return to Forever, Mahavishnu Orchestra y Passport, entre otros.
Otra vertiente es la de la música clásica, si bien esta vertiente ha sido sobrevalorada, pues con la excepción del rock progresivo italiano, realmente no es una influencia ni cultural ni estilística, a pesar de que diversos grupos realizaron adaptaciones de fragmentos de obras clásicas, como lo hicieron ciertos grupos holandeses como Ekseption y Focus, y músicos como Keith Emerson y Thijs van Leer, quienes tuvieron realmente una formación académica de conservatorio en el ámbito interpretativo. Sin embargo, fuera de algunos discos que abiertamente tomaron obras clásicas como modelo, como Pictures at an Exhibition de Emerson, Lake and Palmer, y Ciclos de los españoles Canarios, basados en la obra homónima de Músorgski el primero, y en Las cuatro estaciones de Antonio Vivaldi el segundo, realmente con muy pocas excepciones, que finalmente no confirman la regla, la música clásica no es un afluente del rock progresivo ni estilística ni formalmente ni en procedimientos compositivos, por más que en muchos sitios y foros de discusión se diga lo contrario. Si acaso, lo sería en el aspecto de las composiciones extensas, a la manera de una suite orquestal, o de un poema sinfónico; pero en muchos casos estas hipotéticas suites para grupo de rock son solo canciones hilvanadas con mayor o menor fortuna una detrás de otra, y no una auténtica composición en sentido formal.
En no pocos casos, el acercamiento al ámbito de la música clásica se dio de manera un tanto artificial y casi como un intento de adquirir un estatus que prácticamente de ninguna manera podría tener por sí solo el grupo, a través de obras abiertamente escritas para orquesta y grupo de rock. Son los casos de la Gemini Suite, de Jon Lord, el Concerto for Group and Orchestra, de Deep Purple, igualmente escrita pro Jon Lord, y que en los hechos es prácticamente la misma obra, pero con distinto título, Di Terra de Banco, entre un par de ejemplos de trabajos cuyo resultado final deja mucho que desear, al reducir la paleta orquestal al nivel de un instrumento más dentro del grupo de rock, en vez de integrar a éste a la paleta sonora de la orquesta, mucho más amplia y rica que el grupo de rock.
Solo en un caso muy particular, en ciertas manifestaciones del llamado rock en oposición belga, se dio un acercamiento un poco más sistemático y riguroso hacia la música clásica, en su manifestación atonal del siglo XX, teniendo como maestros a Arnold Schoenberg, Alban Berg, Igor Stravinsky, y Béla Bartók, entre otros. En grupos como Art Zoyd, Univers Zéro, Present, y muy especialmente Julverne, y es posible escuchar versiones muy diluidas de la música de cámara que aquellos compositores realizaron, en versiones que se acercan más al jazz y a un rock sin concesiones ni estructuras rítmicas claras, lleno de disonancias y tempi no usuales en el rock.
Otro acercamiento se dará, igualmente, con el acercamiento al minimalismo fundado por Terry Riley, Philip Glass y otros, en músicos como Mike Oldfield, cuyo pasado y cercanía con la música auténticamente popular irlandesa es posible detectar en sus primeros álbumes.
Finalmente, otra vertiente es la de la música popular, el llamado folk o folclore, hoy llamada música del mundo o World music. Esta vertiente se dio mucho más en los grupos del continente, como España, Francia y Holanda, así como en Grecia, Italia y la zona de los Balcanes, donde las corrientes populares aún dominan un amplio espectro del alma popular y del estilo de vida. Muchos de los grupos de estas zonas no son abiertamente grupos de rock progresivo, ni entran en las subcategorías existentes, pero es un hecho que su relación es, en algunos pocos casos, significativa, básicamente porque la estructura de la música folclórica de los Balcanes, ya revelada por los compositores de principios del siglo XX, contiene una antigua forma de estructura rítmica con módulos rítmicos superpuestos, estructuras en 2,2,5 o 2,2,2,5 que se pueden interpretar como 5 cuartos o 7 cuartos en muchos casos y que influyeron en la estructura rítmica de algunas obras clásicas que inspiraron al rock sinfónico de los 70 o simplemente son conocidas por los músicos de este género y posiblemente constituya una de las influencias más características del género.El grupo holandés Flairck, combina elementos del jazz, la canción popular, los géneros tradicionales populares, el rock progresivo, la música del Lejano Oriente, entre otras muchas influencias. Lo mismo puede decirse del grupo franco-corso Malicorne.
Por sí mismo, el género resulta más una etiqueta que agrupa a estilos más bien diversos, que un auténtico género, pues no existe una definición que abarque a sus múltiples exponentes. Y como se puede ver, abarca muchas variedades y estilos que no siempre conviven armoniosamente, incluso desde el ámbito mismo de quienes se aproximan al género.

### Música clásica italiana, herencia viva y ejemplos de audio
Estos ejemplos de audio pueden aclarar más que mil palabras lo expuesto respecto a la relación de la música clásica y el rock progresivo, por una parte, y la música clásica italiana como un ejemplo de una tradición viva a lo largo de los siglos, que aún hoy se puede ver, escuchar y respirar en cualquier esquina del país. No parece incluso casual que canciones populares italianas aspíren, y muchas veces hayan logrado, un estatus similar al de ciertas arias de ópera. Y esto resulta muy significativo y distintivo de Italia, y explica por qué el rock progresivo italiano ha adquirido una categoría especial por sí mismo en la historia del rock progresivo, siendo prácticamente la única categoría musical del rock progresivo que está íntimamente ligado a su nacionalidad y tradiciones musicales.
Italia es, en este sentido, un país con una tradición musical única, donde la ópera no solo es, como sería de esperarse en cualquier tradición musical en Europa, la cúspide de la evolución musical y el espectáculo musical por excelencia, sino que de hecho es parte específica y concreta de la identidad nacional, y una muy seria aspiración de cualquiera en el país. En tal sentido, históricamente, el devenir de la música ha estado ligado, al menos en Occidente, con el pasado histórico del país, y el hecho de que casi toda la terminología musical instrumental y vocal esté definida por palabras de origen italiano es una prueba de lo que se ha señalado.
Luego entonces, probablemente como ningún otro país, en Italia la música está vinculada directamente con el carácter, el temperamento y la identidad nacionales a un nivel en el que prácticamente ningún otro país lo está. Este carácter único vinculado con la música se puede observar en todos los niveles y en todos los géneros musicales en Italia, caracterizados, la mayoría, por un abierto eclecticismo y una casi absoluta libertad. La música clásica, que en otros países resulta un objeto de elitismo, es en Italia una parte muy importante de la herencia histórica y de la identidad nacional, en un nivel mucho más profundo que en Alemania, otra nación con hondas raíces y tradiciones musicales.

## Influencias

### Rock progresivo inglés
Más que una influencia directa, el rock progresivo inglés fue, para los grupos italianos, un impulso para desarrollar sus propias ideas y su muy particular sonido. Ningún grupo inglés puede considerarse una influencia directa o definitoria del sonido de algún grupo, con la única excepción probablemente de King Crimson, y sus sonidos etéreos, ácidos, psicodélicos, con mezclas bizarras de improvisación y jazz-rock, y pasajes altamente melódicos. No obstante, es indudable que grupos como Van der Graaf Generator, Genesis, Yes y Emerson, Lake & Palmer, entre otros, dejaron alguna huella, si bien siempre será imposible probar que haya alguna influencia directa.

### Música clásica
La influencia de la música clásica europea en el rock progresivo italiano es indudable. El compositor que más veces es citado es Johann Sebastian Bach, por grupos como Le Orme, L'Uovo di Colombo, Campo di Marte, entre otros, si bien también es posible hallar citas, arreglos incluso, de pasajes de Johannes Brahms en Quella Vecchia Locanda, de Nikolai Rimski-Kórsakov en Alusa Fallax y New Trolls, Ludwig van Beethoven en Capsicum Red.
Pero no solo a través de citas directas, sino a través de usos específicos de combinaciones instrumentales, como en el caso del disco de 1979 Florian de Le Orme, un disco totalmente acústico, que recuerda la música de cámara del postromanticismo alemán. Un caso muy especial es el del grupo Il Paese dei Balocchi y su disco homónimo de 1972, en donde se combinan, de manera magistral, los sonidos de órgano de catedral (algo que hará muy poco después Rick Wakeman en Yes), cuarteto de cuerdas, y coros, en una obra maestra del mejor rock sinfónico progresivo italiano.
Otro uso de los esquemas compositivos de la música clásica se dará a través de la participación del compositor y arreglista Luis Enriquez Bacalov, quien en diversos álbumes como Preludio, tema, variazioni, canzona, más conocida por su reedición posterior bajo el nombre de Milano calibro 9, de Ossana, los reiterados álbumes Concerto Grosso 1 y 2 de New Trolls, de 1971 y 1976 respectivamente, y el celebérrimo Contaminazione de 1973 de Il Rovescio della Medaglia, realiza una reescritura de pasajes barrocos a la manera de Antonio Vivaldi y Johann Sebastian Bach, en particular en el álbum de Il Rovescio della Medaglia, que sin embargo no dejan de tener una muy fuerte carga kitsch, lo que no ha obstado para que los seguidores del género los consideren obras maestras, algo que en realidad están muy lejos de ser en realidad. Mejor logardo es el álbum de 1976 de New Trolls, Una notte sul Monte Calvo, basado en la obra homónima de Músorgski.
Muchos otros ejemplos de la tradición de la música clásica europea pueden hallarse en diversos aspectos de otros muchos grupos, incluyendo el extraordinario segundo álbum de Premiata Forneria Marconi, Per un Amico, una construcción verdaderamente sinfónica que combina instrumentos acústicos y electrónicos, e ingeniería de sonido de primer nivel, así como en algunos pasajes de L'Isola di Niente, otra obra maestra de cambios atmosféricos y rítmicos en el mejor y depuradísimo estilo inicial del progresivo sinfónico italiano de la época. Pero igualmente en el nombre de no pocos discos o grupos, como Pierrot Lunaire, grupo que toma su nombre de la obra homónima de Schoenberg, o Reale Accademia di Musica, un melódico y sinfónico grupo que sin embargo no es precisamente un grupo de rock progresivo.

### Jazz y jazz-rock
El jazz forma parte inevitable de muchos grupos, si bien solo algunos tocaban realmente jazz o jazz-rock. Es posible hallar pasajes jazzeados en la mayoría de los grupos italianos de la época, pero solo algunos se dedicaron abiertamente al jazz, como Cincinatto, cuyo único álbum homónimo de 1974, es prácticamente desconocido fuera de círculos sumamente cerrados, incluso dentro del ámbito del jazz o del jazz-rock.
En el ámbito del jazz-rock, con abiertas influencias de John Coltrane y Miles Davis, están grupos como Agorà, cuyo segundo disco, titulado simplemente 2, y llamado generalmente Agorà 2, es uno de los trabajos más logrados en este terreno. Otros grupos relevantes que siguieron el camino del jazz-rock o jazz fussion fueron Arti e Mestieri, Rocky's Filj, Perigeo, Maxophone, e Il Volo.
Una mención especial merece el caso de Premiata Forneria Marconi, que en dos discos sucesivos, Passpartù, de 1979, grabado y cantado en italiano, y Jet Lag, de 1979, aborda el jazz-rock con gran fortuna, evidenciando el enorme virtuosismo de sus integrantes, que lo mismo tocan rock progresivo, canción popular, pop, que jazz, siendo un caso prácticamente único en el rock, pero característico de la cultura musical italiana.

### Música tradicional y folk
Muchos grupos toman como elemento nutriente, como no podía ser de otra manera, las propias raíces populares de la cancíón italiana tradicional. La mayor influencia de este tipo de canción se da, desde el principio, en la manera abiertamente desinhibida en que cantan prácticamente todos los grupos italianos, un sello verdaderamente distintivo del género. Por otro lado, hay grupos como Canzoniere del Lazio, que tomando algunos elementos del rock progresivo, no tocó nunca rock progresivo, pero aplicó tales elementos para componer y arreglar canciones tradicionales.
Sin embargo, la figura que más eminentemente representa esta vertiente es el cantante Angelo Branduardi, quien supo modular el folk con la canción clásica y el madrigal renacentista, en una mixtura que sin ser ni rock ni mucho menos rock progresivo, muestra esa abierta tendencia al eclectisismo tan típico de la música popular italiana, y su estilo, libre y fresco, es en muchos momentos abiertamente progresivo.
Sin embargo, es de especial mención la forma en que la gran tríada del rock progresivo italiano de la época, Premiata, Banco y Le Orme, usarán la canción popular italiana para sus propios fines. Banco del Mutuo Soccorso recurre constantemente en dos de sus discos a este tipo de canción; en su álbum homónimo de 1972 y en Io sono nato libero, de 1973. Por su parte, Le Orme nunca abandona del todo la canción popular y sus melodías sencillas y pegajosas, algo que le viene de sus orígenes pop de la década anterior. Pero es Premiata el grupo que con mayor habilidad hace uso de este recurso popular no solo en sus álbumes abiertamente progresivos del periodo 1972-1974, sino en su disco de 1981, Suonare Suonare, un disco incomprendido y despreciado por los oyentes del rock progresivo, pero que desde la portada, con un grupo de músicos ambulantes tocando en un polvoso campo, señala su deuda con este tipo de canción y motivos populares.
Una mención muy especial merece el grupo Alusa Fallax, cuyo único álbum, Intorno alla mia cattiva educazione, de 1974, es una bellísima joya melódica que combina pasajes de hard rock, rock progresivo, jazz-rock y citas de pasajes clásicos y música sudamericana, así como una cita de un poema de Pablo Neruda, un disco que en sí mismo contiene los mejores elementos que el rock progresivo italiano usó con maestría insuperable.

### Blues
Aunque el blues no es un género que se preste adecuadamente a las progresiones del rock progresivo, no pocos grupos cultivaron con buena fortuna. Probablemente el más notable de estos grupos fue The Blues Right Off, que tocando blues de cepa pura, como sucede con casi toda la música italiana, por su eclecticismo se puede considerar un blues con tendencias progresivas, una verdadera rareza musical, única en Italia. Otro grupo con raíces en el blues es Jumbo, que de un inicio un tanto incierto y poco prometedor con su primer álbum, rápidamente maduraría hacia un sonido cada vez más refinado, sin perder nunca su esencia rítmica nacida del blues, que aparece muy claramente en su primer disco.

## La gran tríada italiana
Está formada por estas tres bandas de gran prestigio: Banco del Mutuo Soccorso, Le Orme y Premiata Forneria Marconi.
De las tres, Premiata Forneria Marconi es la que con mayor fortuna se internacionalizó, en especial por su facilidad con la lengua inglesa. Sin embargo, todos sus discos en inglés pueden considerarse como epígonos de sí mismos, obras derivativas y sin duda menores, ninguna de las cuales superó o se acerca a sus dos primeros discos. Sus dos primeros discos, ambos grabados en 1972, Storia di un minuto y Per un amico, no serían ya igualados por ningún disco posterior. El magnífico L'isola di niente, de 1974, les servirá para su definitiva internacionalización. Pero todos los discos posteriores son obras menores, y en cierto sentido, prescindibles, si de rock progresivo stricto sensu se habla.
Le Orme, igual que PFM, logró una mediana internacionalización, llegando a grabar incluso el disco Smogmagica en Los Ángeles. Sin embargo, no todos sus discos son de la misma calidad, y ya entrada la década de los 90, con la entrada del new age el grupo prácticamente se desdibujó en una mixtura de estilos que lo hicieron prácticamente irreconocible.
Por su parte, Banco del Mutuo Soccorso es un caso prácticamente único, pues no solo no dejó de tocar jamás rock progresivo, sino que además tenía (y tiene) una clara tendencia y orientación política de corte marxista. Esto explica la elección misma del nombre del grupo (y la imagen de la alforja que reunía el dinero para la comunidad que aparece en su primer disco, el cual fue originalmente editado en forma de alforja, justamente), que hace referencia a las instituciones populares que se crearon en diversas regiones de Italia durante la primera mitad del pasado siglo, hasta la forma de abordar los temas de sus discos, como la visión crítica de la historia en Darwin!, la libertad política en Io sono nato libero, la defensa de las culturas minoritarias en Canto di primavera, etcétera, y mucho más recientemente, su apoyo a la causa del Ejército Zapatista de Liberación Nacional en Chiapas y a la Revolución mexicana en varias canciones como "Emiliano" (referencia a Emiliano Zapata).

## Otros grupos
Otros grupos de importancia, que lograron salvar la maldición del primer disco, y cuyo trabajo tuvo alguna repercusión fuera de Italia fueron los siguientes:
New Trolls, probablemente el grupo que mejor se movía entre el inglés y el italiano, sus mejores creaciones fueron las de la ahora trilogía de Concerto Grosso.
Area, probablemente el grupo más interesante de la época, con una tendencia política de corte izquierdista, se hizo célebre por su cantante: Demetrio Stratos (Efstràtios Dimitrìu: Ευστράτιος Δημητρίου, 1945 - 1979), de origen griego.

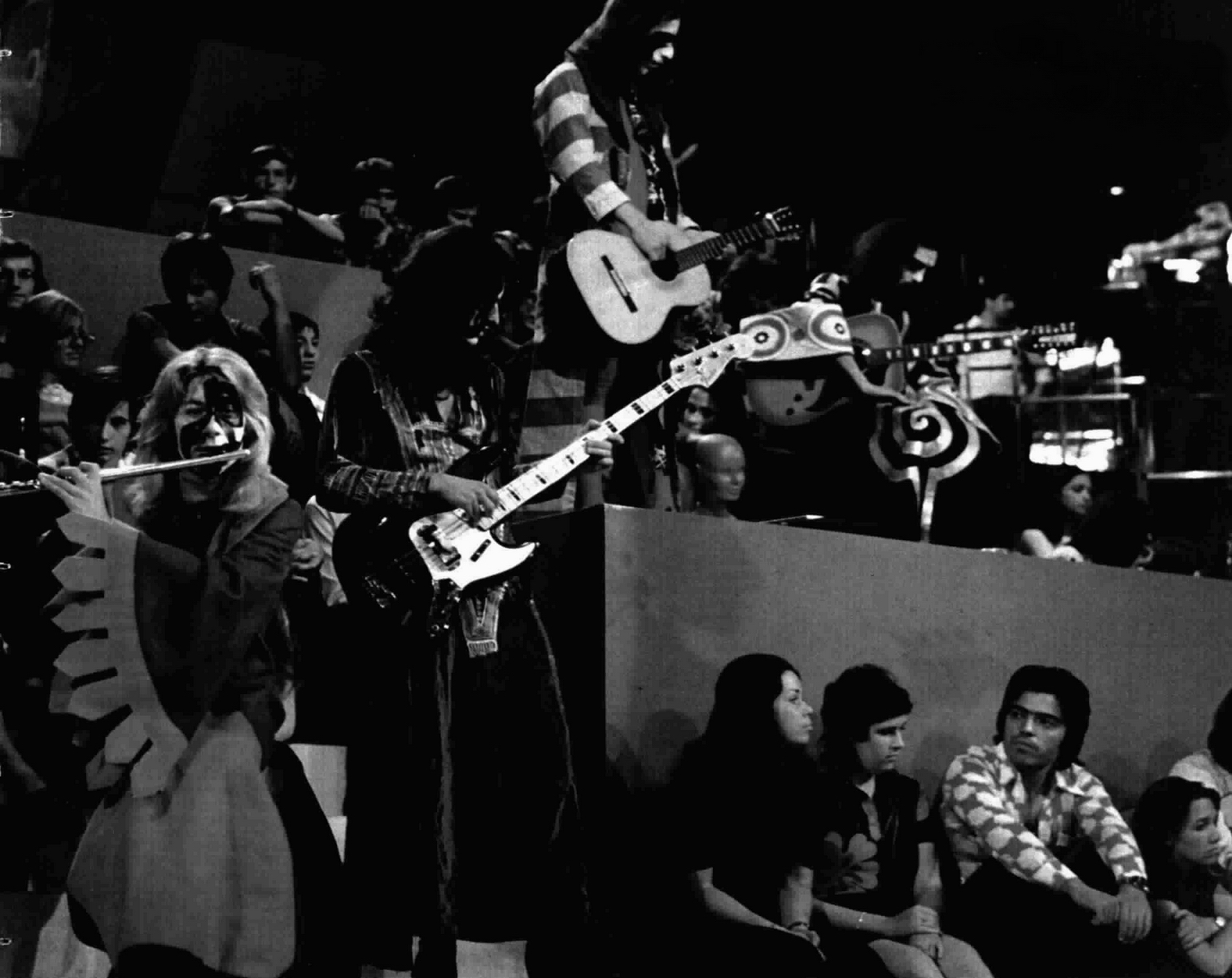
Osanna en 1972, en el espectáculo Tutto è pop, en Turín (foto publicada en la revista de la RAI Radiocorriere).

Osanna, grupo napolitano que llegó a grabar varias canciones en inglés, con un estilo inconfundible. Tocaron junto a Genesis y tras su desintegración formaron otras dos bandas legendarias de la escena: Uno y Città Frontale.
Il Rovescio della Medaglia, que terminó haciendo uno de los discos más emblemáticos del género, Contaminazione.
Obligada es la mención de la figura de Franco Battiato, en la década de los setenta, destacando Fetus (1971) y Pollution (1972), desapercibidos en su momento y hoy convertidos en discos de culto . Representa una línea con predominio vocal y del sintetizador. En la segunda mitad de los 70 evoluciona hacia la música de vanguardia culta, llegando a obtener el premio Stockhausen a la mejor música contemporánea en el 1977. La reedición de Darwin! de Banco del Mutuo Soccorso, en 2013, incluye un tema extra que interpretan a dúo.

## Internacionalización del rock progresivo italiano
El rock progresivo italiano se diferenció muy claramente del rock progresivo hecho en otros países, como Francia o Alemania, por su decidida voluntad de cantar en italiano y no en inglés. Lo paradójico de esta situación es que, salvo contadas excepciones, como Triunvirat en Alemania, la mayoría de los grupos que en tales países cantaban en inglés difícilmente pudieron trascender la escena local. Muchos grupos franceses que cantaban en inglés no tuvieron fortuna en el mercado anglosajón; pero igualmente sucedió con grupos que cantaban en francés. Tal los casos de Clearlight o Sandrose, en el primer caso, y Ange en el segundo.
La situación en Italia fue radicalmente distinta. Salvo contadas excepciones, y a veces en canciones, son muy pocos los discos que fueron cantados originalmente en inglés. New Trolls fue de los que mejor combinaron el italiano con el inglés en un mismo disco. Premiata Forneria Marconi solo lo hizo en L'isola di niente.
La elevadísima calidad de las producciones italianas, el hecho de que incluso algunos grupos que cantaban pop decidieron cantar rock progresivo (algo insólito, pues normalmente sucede a la inversa), y a que algunos discos de grupos como Van der Graf Generator llegaron a ocupar el primer lugar en las listas de popularidad en Italia, terminó por llamar poderosamente la atención en Gran Bretaña, donde Peter Sinfield, y otros, como Keith Emerson (quien ya conocía la escena local italiana), hizo que algunos grupos pudieran grabar discos en inglés pensados para el mercado foráneo. Peter Sinfield realizó en muchos casos no tanto traducciones de las letras originales en italiano, nuevas letras para las canciones que ahora serían cantadas en inglés.
Banco, Premiata, e Il Balleto di Bronzo grabaron nuevamente algunos de sus discos ya editados en Italia, pero ahora cantados en inglés. En el caso de Il Balletto di Bronzo, además, no se grabó el disco completo (Ys) sino solo una parte. Sin embargo, el resultado fue siempre bastante desalentador, y salvo Premiata, que llegó a realizar una gira e Estados Unidos, y Le Orme, que grabó alguno en Los Ángeles, los demás grupos no tuvieron mayor fortuna, y las ediciones en inglés carecen realmente de cualquier relevancia. Solo Premiata grabó al menos dos discos enteramente en inglés, Jet Lag y Chocolate Kings, ambos bastante decepcionantes, no obstante la magnífica pronunciación del inglés.
La verdadera internacionalización del rock progresivo italiano llegaría más tarde, en la década de los 1980, cuando la disquera japonesa King Record realizaría numerosas reimpresiones de las ediciones originales italianas, lo que ayudaría a que muchos de los discos originales, auténticas piezas de colección, pudieran llegar a un público más amplio.
En México, tales ediciones son altamente valoradas, y hay un auténtico culto hacia los grupos italianos de rock progresivo, y no pocos discos de aquella época son estimados como de lo mejor que se haya hecho no solo en Italia, sino en términos de rock progresivo en general.
Prueba de este culto hacia los grupos italianos en Japón y en México es el hecho de que Banco grabó un álbum doble en vivo en 1999, y Premiata tiene grabados discos en vivo en Estados Unidos y uno en Japón. Y aunque en su época dorada prácticamente jamás salieron de Italia, hacia fines del siglo XX y en los albores del XXI las visitas de los grupos aún en activo como PFM, Banco, Le Orme, New Trolls e Il Balletto di Bronzo no son ya extrañas ni en Estados Unidos ni en Japón ni mucho menos en México, donde son ya una sana costumbre de la escena rock nacional mexicana.

## El rock progresivo sinfónico italiano
No todos los grupos que tocaron rock progresivo lo hicieron ni con la misma calidad ni con la misma profesionalidad, y hay más de un disco y grupo que provenían del pop y la psicodelia que abordaron el rock progresivo como medida comercial. Y fueron en realidad los grupos que hicieron un solo disco los que mejor trabajaron el llamado rock progresivo sinfónico, y lo hicieron con tal calidad, que de hecho se le considera, por el trabajo realizado por ellos, el único subgénero del rock progresivo que está vinculado a una nación: el rock progresivo sinfónico italiano. Dentro de este subgénero nacional se encuentran pocos grupos, como Banco del Mutuo Soccorso, desde 1972 a 1979; Premiata Fornería Marconi, de 1972 a 1974; Museo Rosenbach, Il Paese dei Balocchi, Cervello, Il Balletto di Bronzo (únicamente en su disco Ys), Locanda delle fate, Alusa Fallax, Semiramis, Campo di Marte, y Corte dei Miracoli. Es posible considerar a otros grupos y discos, como por ejemplo Il Rovescio della medaglia y su Contaminazione, pero esto significaría estirar demasiado la liga para permitir la entrada a este subgénero a cualquier tipo de grupo y de disco solo por el prurito de hacer una lista a modo o al gusto de quien la haga, sin el menor rigor.

## La crisis de mediados de los setenta
Hacia la mitad de los años setenta el rock progresivo en Italia, pero también en el resto del mundo, vivió una crisis muy fuerte, al grado que los mejores discos de prácticamente todos los grupos de rock progresivo, en Italia y el resto del mundo (Inglaterra principalmente), se hicieron entre 1972-1973, con algunas excepciones en 1974. Italia no fue excepción en esto, y esto es más notorio en el caso de Premiata Forneria Marconi, que después de dos obras maestras en 1972, no fue capaz de volver a grabar un disco del mismo nivel. Tras el logro que representa L'isola di niente, de 1974, nada de lo producido el resto de la década es algo equiparable. Jet Lag, de 1977, es un disco que se acerca más al jazz-rock que al rock progresivo, y desde el título (y las melodías mismas) habla de esa sensación de cansancio que siente el viajero frecuente. es disco es cansado y repetitivo, con muy poca imaginación, y en ciertos momentos incluso aburrido; para colmo de males, el disco está cantado en inglés. Passpartù, de 1978, es ligeramente mejor, con un sonido más acústico, más mediterráneo, pero apenas está un poco arriba del disco anterior. Casi se puede decir que pese a su extensa trayectoria y discografía, Premiata Forneria Marconi es un grupo de dos discos (tres a lo sumo).
Quizá el grupo de salva esta crisis con un poco más de sobriedad y calidad es Banco del Mutuo Soccorso, que salvo el tropiezo de su disco Banco, grabado en inglés, grabó muy buenos discos toda la década, salvo el disco en vivo de 1979, Capolinea. Pero también es un hecho que después de sus tres primeros discos (grabados entre 1972 y 1973), los siguientes no alcanzaron la calidad de sus precedentes. Tanto Canto de primavera (1976) y Come in un'ultima cena (1979) se encuentran a años luz de distancia, desde cualquier punto de vista, de lo que hizo PFM en los mismos años.
Pero el hecho real es que después de 1974 el rock progresivo vio declinar su estrella cada vez con mayor intensidad, hasta desaparecer prácticamente con la década. Muy pocos discos hay que hacia las postrimerías de la década se salven, y los pocos que llegan a alcanzar un grado superior de calidad suelen ser discos que no tienen mucho que ver con el rock progresivo, como el caso del francés Jean-Pierre Alarcen.

## Declinación y fin del rock progresivo italiano
Si bien se siguió haciendo rock progresivo tanto en Italia como en el resto de Europa y otros continentes, lo cierto es que con el advenimiento de la llamada música disco, del punk, y otros géneros, el rock progresivo italiano desapareció de la escena mundial con más pena que gloria. La mayoría de los grupos que grabaron algún disco lo hicieron entre los años 1972 y 1973, y salvo algunas excepciones como L'ultima spiaggia (1975), Corte dei Miracoli (1976) y Locanda delle fate (1977), realmente ya no hubo discos ni grupos que consolidaran el boom inicial. Y aunque en la década posterior se siguió haciendo rock progresivo, ningún grupo pudo establecer un sonido particular que ayudara a un renacimiento real del género. Esto se debió a dos razones, que puede llamarse cambio tecnológico.
El primer gran cambio se dio entrada la década de los ochenta, y afectó mucho el sonido de toda la música en general, pasando por el rock, el pop, el hard rock, hasta llegar al del rock progresivo en particular, y fue específicamente la paulatina retirada del sistema analógico de grabación para dar paso a los sistemas digitales (numéricos, como se dice en francés, y que describe mejor la forma de grabar) de grabación. Este primer cambio hizo que muchos grupos, cantantes, y orquestas, grabaran con el nuevo sistema, sin saber exactamente cómo equilibrar los sonidos. Y en el caso del rock, casi todas las baterías suenan desorbitadas, y resulta molesto para el oído escuchar a la batería por encima de todos los demás instrumentos.
El segundo gran cambio, derivado de éste, fue la sustitución del disco de vinilo por el sistema digital del Compact Disc, que cambió radicalmente la relación del usuario con la música y con el arte del disco.
Estos dos cambios terminaron por matar al rock progresivo, tal y como se hizo en los setenta, y dieron al traste, asimismo, con el trabajo artístico de las portadas, y la relación física que tenía (o teníamos) el usuario con el disco de vinilo, la personalización que este noble material daba a los discos.

## Debate sobre la vigencia del Rock Progresivo Italiano

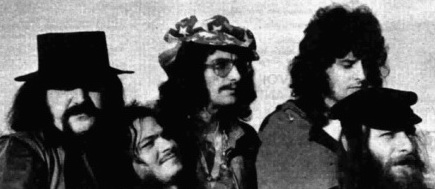
Delirium en 1972 (foto de la revista de la RAI Radiocorriere).

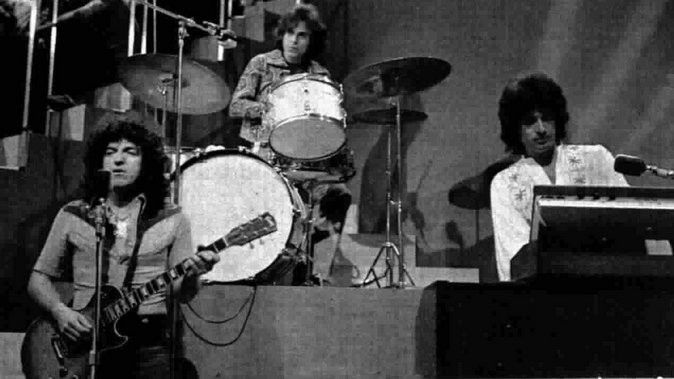
Formula 3 en Tutto è pop (Turín, 1972; foto: Radiocorriere).

Aún al ya no tener la atención pública, muchos fanáticos del género claman que la escena del Rock Progresivo sigue viva aún. En los últimos años han emergido bandas que tienen aún la esencia sonora de las bandas que forjaron las bases del género entre las que se encuentran Il Bacio della Medusa, La Maschera di Cera, Il Tempio delle Clessidre, entre otros. Todo esto aunado a la actividad que han mantenido bandas como Premiata Forneria Marconi, Delirium y Le Orme (estos últimos lanzaron álbum en 2011) han ocasionado acalorados debates entre los puristas del género.